# Salmo 93

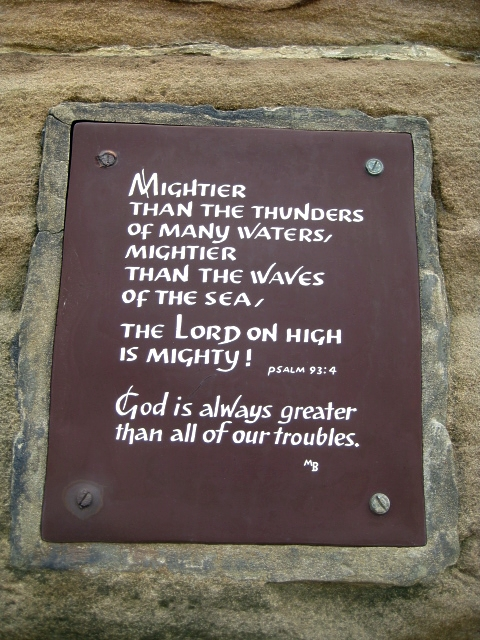
Il quarto versetto del salmo in inglese, su una placca nel Regno Unito.

Il salmo 93 (92 secondo la numerazione greca) costituisce il novantatreesimo capitolo del Libro dei salmi.
È tradizionalmente attribuito al re Davide. È utilizzato dalla Chiesa cattolica nella liturgia delle ore.